# 테베레섬

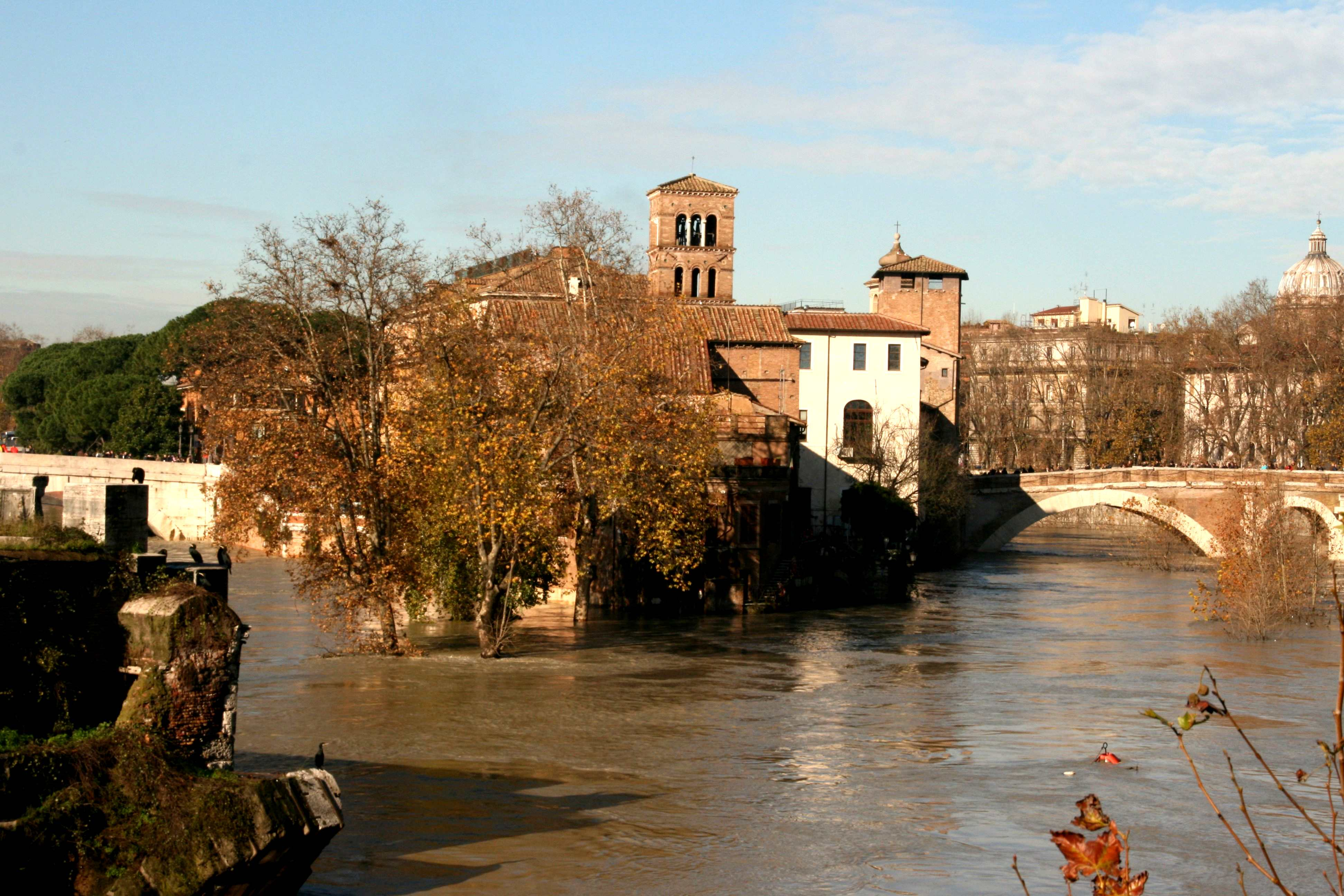
40년 만에 최고 수위 당시 테베레섬의 2008년 12월 13일 모습

테베레섬(이탈리아어: Isola Tiberina, 라틴어: Insula Tiberina)은 로마를 가로 흐르는 테베레강에 있는 하중도이다. 강의 남쪽 굽이에 위치했다.
테베레섬은 배 모양을 하고 있으며, 대략 길이 270 미터 (890 피트)에 폭 67 미터 (220 피트)으로, 고대 시대부터 양쪽으로 다리로 연결되어 있었다. 아스클레피오스 신전이 있었고 후대에는 병원이 위치한 이 섬은 의술과 치료와 연관되어 있다. 16세기에 세워진 파테베네프라텔리 병원과 10세기의 것으로 추정되는 산 바르톨로메오 알리솔라 교회가 이 섬에 있다.

## 역사

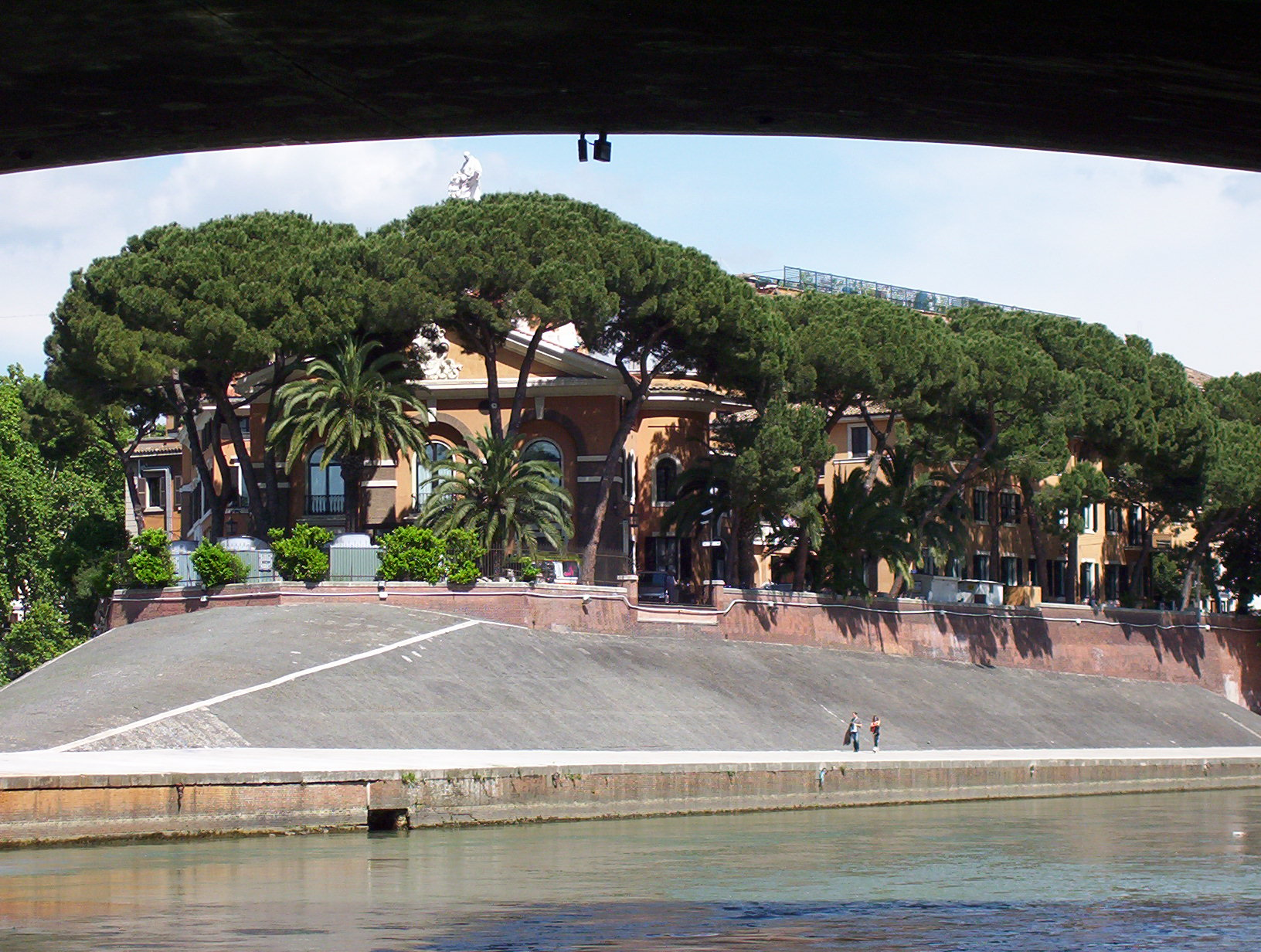
테베레섬의 서쪽 끝. 트래버틴이 독특한 트리레메 형상을 띠고 있다.

테베레섬은 고대 이래로 두 개의 교량으로 로마의 나머지 지역과 연결되어 왔으며, 한때는 '교량 두 개 사이의 섬'이라는 의미의 '인술라 인테르두오스폰테스'(Insula Inter-Duos-Pontes)라 불렸다. 로마 시대의 다리인 파브리치오 다리가 섬을 로마 북동쪽 지역에서부터 산탄젤로 리오네(테베레강 왼쪽 강변)의 마르스 평야와 연결하고 있다. 로마 시대의 다리 일부가 남아있는 체스티오 다리는 섬을 남쪽의 트라스테베레 (오른쪽 강변)과 연결하고 있다.
미움받는 폭군 타르퀴니우스 수페르부스가 몰락한 뒤 (기원전 510년), 성난 로마인들이 그의 시신을 테베레강에 내던졌는데, 그의 시신이 강바닥에 가라앉은 뒤에 그 자리에 흙과 토사가 그 주변으로 모여 마침내 테베레섬이 되었다고 하는 전설이 존재한다. 또 다른 전설에서는 로마인들이 자신들의 경멸하던 지배자의 곡물을 모아 테베레강에 뿌렸고, 그것이 테베레섬의 토대가 되었다고 한다.
기독교가 로마에 퍼지기 이전 고대 시대에, 테베레섬은 위에서 언급한 부정적 이야기들 때문에 기피받던 곳이었다. 악직 범죄자들과 전염병에 걸린 병자들만이 이곳에 수용되었을 뿐이었다. 하지만 이런 환경은 이 섬에 한 신전이 지어지며 바뀌게 되었다.

### 아스클레피오스 신전 (기원전 3세기)

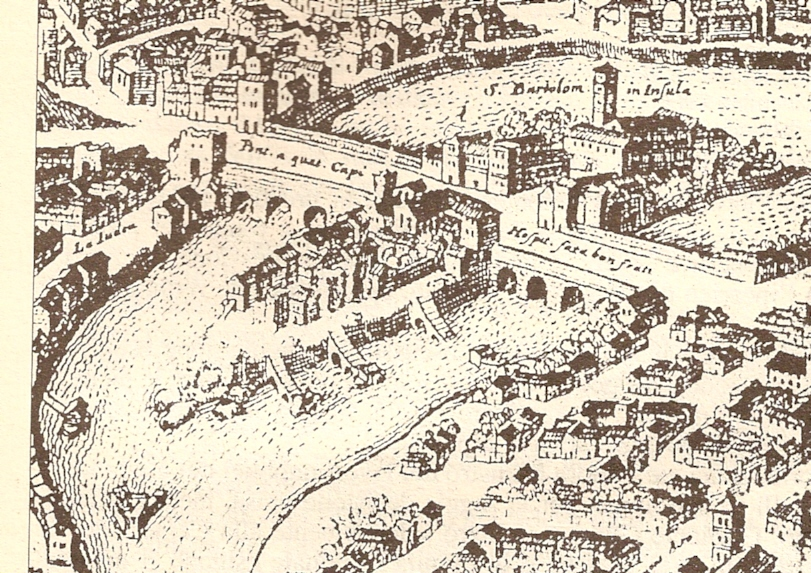
1593년 당시 인쇄물에서의 테베레섬 묘사.

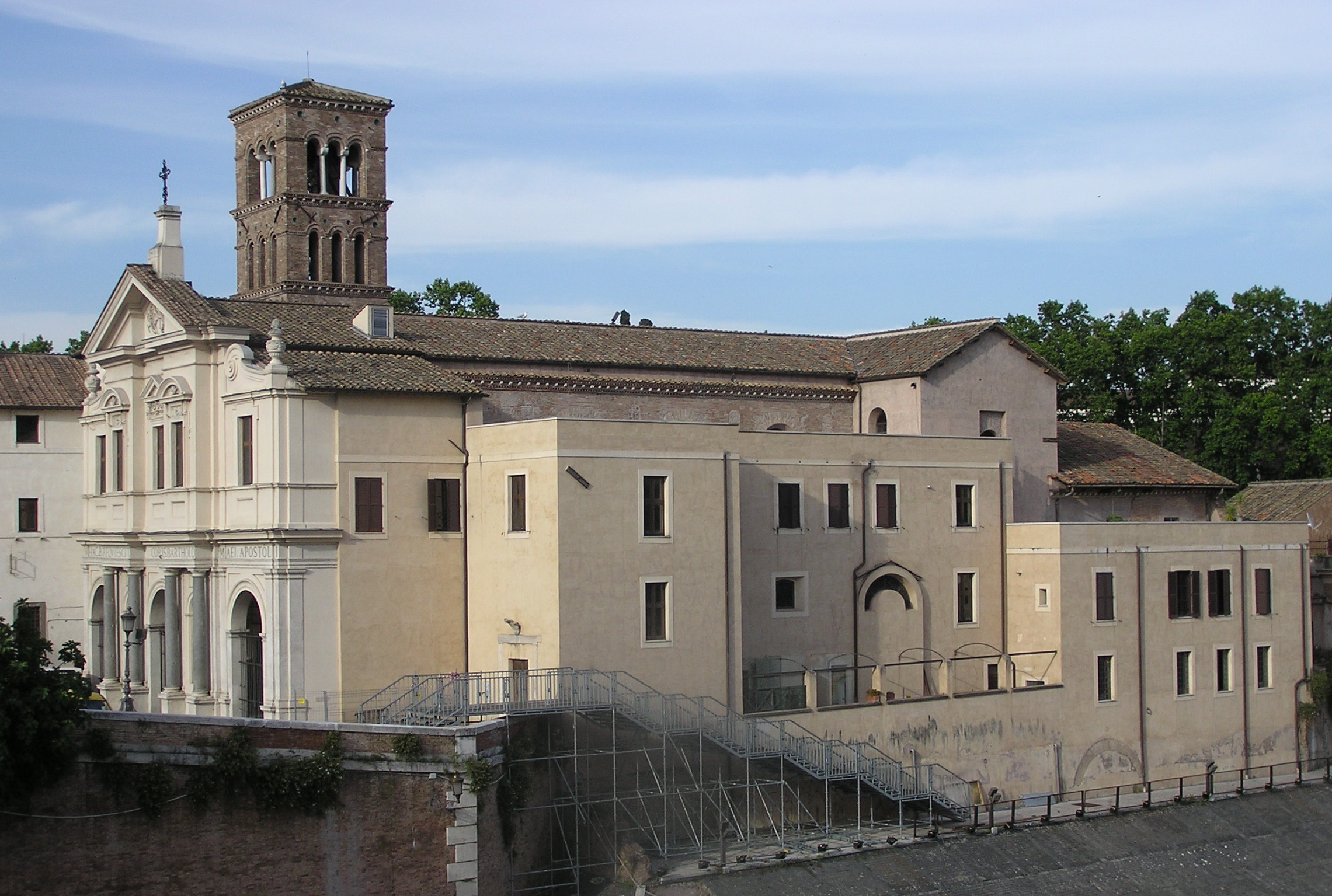
테베레섬의 산바르톨로메오 알리솔라

테베레섬은 한때 고대 그리스의 의술과 치료의 신인 아스클레피오스 신전이 있던 곳이었다.
사료들에 따르면, 기원전 293년에 로마에 대규모 전염병이 돌았다고 한다. 시불라 사제들의 조언에 따라, 로마 원로원은 그리스의 치료의 신 아스클레피오스의 신전을 지으라 지시했고, 아스클레피오스의 조각상 얻기 위해 에피다우로스로 사절단을 파견하였다. 이 사절단은 배를 타고 출발하였다.
에피다우로스의 종교 관습에 따라, 사절단은 신전에서 뱀 한 마리를 잡은 뒤에 배에 태웠다. 그러자 즉시 배의 돛대 주변에 있던 자들의 병이 나았고 사절단은 이를 길조로 보았다. 테베레강으로 돌아오자, 이 뱀은 배에서 기어나가 테베레섬으로 헤엄쳤다. 로마인들은 이것이 아스클레피오스의 계시로 생각했는데, 그가 이 섬에 신전을 짓기를 원한다는 것을 의미한다고 보았다.
이 위치가 로마의 나머지 지역과 떨어져 있었기에 아스클레피오스 신전의 자리로 택해졌을 수 있으며, 이를 통해 질병으로부터 그 누구도 보호할 수 있었을 것이다.
테베레섬은 마침내 이 섬과 함께 하는 아스클레피오스 신전과 동일시 여겨져서 이 신전이 어떻게 생기게 됐는지를 상기시키기 위해 배와 닮은 모습을 띠게 되었다. 트래버틴 외장이 배의 뱃머리, 선미와 유사하기 위해서 1세기 중반 및 후반에 제방에 더해졌고, 섬의 돛대를 상징하는 오벨리스크가 섬 가운데에 세워졌다. 섬 주변으로 벽이 세워졌고, 테베레섬은 로마의 배와 비슷해졌다. 휘감고 있는 뱀 한 마리가 같이 있는 아스클레피오스의 지팡이의 희미한 흔적들은 여전히 '뱃머리'에서 볼 수 있다.

#### 그 외의 로마 사원들

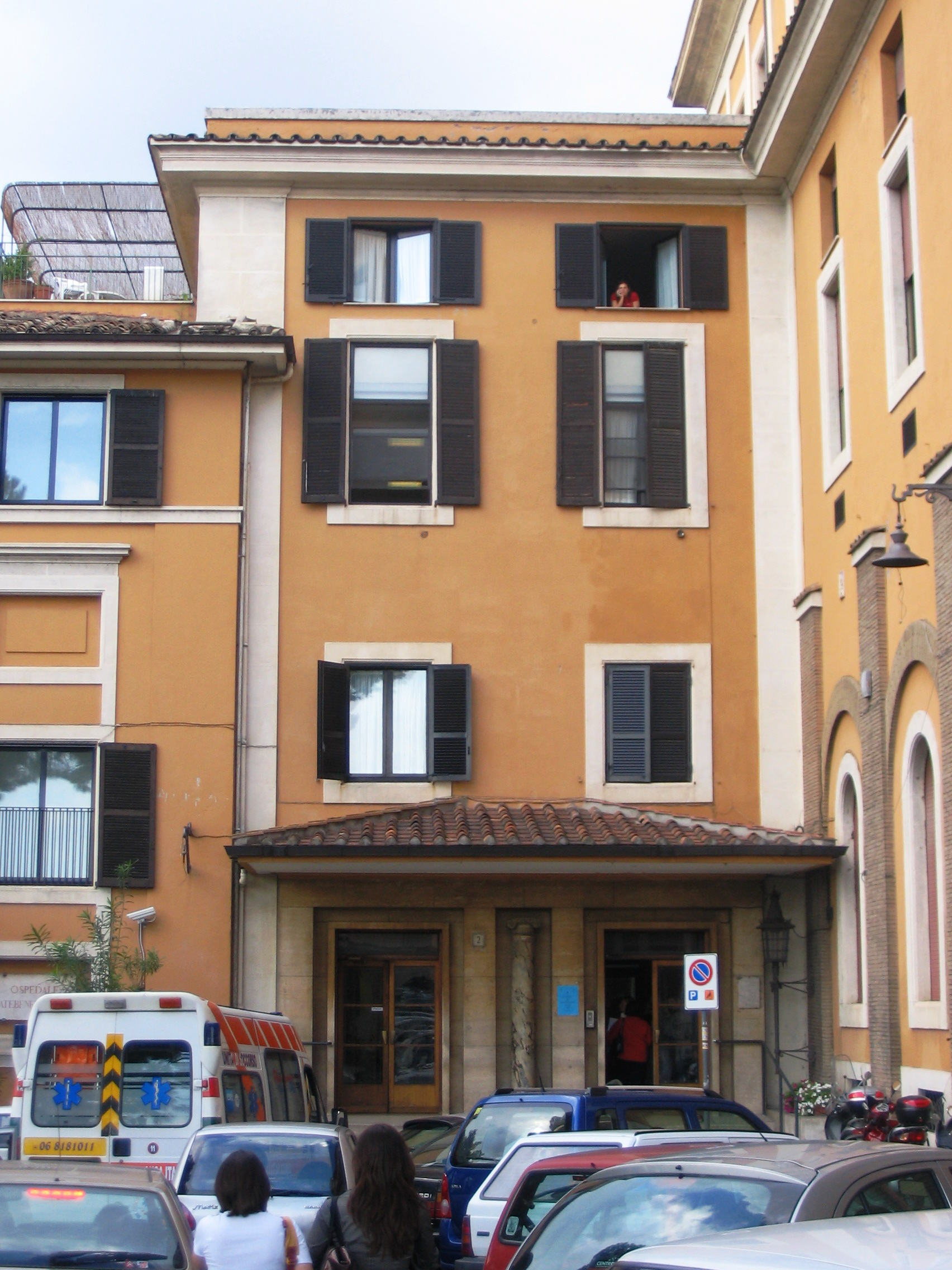
파테베네프라텔리 병원 (Ospedale Fatebenefratelli) 입구

아스클레피오스 신전 외에도, 다른 신들에게 헌정된 성소들도 기원전 2세기 이후로 세워졌다:
- 유피테르 유라리우스 ("맹세의 보증자")
- 세모 산쿠스 디우스 피디우스 - 맹세의 증인
- 가이아 - 맹세의 증인
- 파우누스 - 변두리의 신
- 베요비스 - 치료의 신
- 티베리누스 - 강의 신
- 벨로나 - 전쟁의 여신

### 고대 로마 이후
고대 로마 이후로, 오벨리스크는 치워지고 꼭대기에 십자가 달린 원주로 대체되었다. 1867년에 이 원주를 제거한 뒤에, 교황 비오 9세는 '첨탑'이라 불린 에디쿨라 하나를 그 자리에 세웠다. 이냐치오 자코메티가 설계한 이 기념물은 성 바르톨로메오, 놀라의 성 파울리노, 성 프란치스코, 성 요한 등 이 섬과 관련된 네 명의 성인들의 조각상들로 장식되어 있다.
998년에 신성 로마 황제 오토 3세는 산 바르톨로메오 알라이솔라 바실리카를 섬의 동쪽에 있던 아스클레피오스 신전의 폐허 위에 짓도록 하였다. 이 교회 시설은 그의 친구인 순교자 프라하의 아달베르트에게 헌정된 것으로, 성 바르톨로메오라는 이름은 후대에 붙여진 것이다. 20세기 초에, 파시스트 정권이 고대 지명들로 되돌리는 작업을 하기 전에는, 테베레섬은 성 바르톨로메오섬이라 불렸다. 마찬가지로, 케스티우스 다리도 성 바르톨로메오 다리로 불렸다.
테베레섬은 의료의 장소로 여전히 여겨지는데 1584년에 이 섬에 세워진 병원이 현재까지 운영 중이다. 이곳은 천주의 성 요한 수도회 혹은 "파테베네프라텔리"가 운영하고 있다. 이 병원은 신전이 있던 장소가 아닌, 섬의 서쪽에 위치해 있다.
1930년대에, 이 섬에 있던 주택 대부분이 파테베네프라텔리 병원의 증축을 위해 철거되었다.
제2차 세계대전 기간I, 나치가 1943년 9월에 로마를 점령하고 유대인들을 잡아들이자, 병원장 보로메오는 로마의 게토에서 아주 가까운 거리에 있던. 이곳의 병동으로 숨은 유대인들을 SS로부터 벗어나게 하고 지키기 위하여 'Il Morbo di K'라 이름 붙인 가상의 치명적이고 대단히 전염성 높은 병을 만들어 냈다.

## 축제

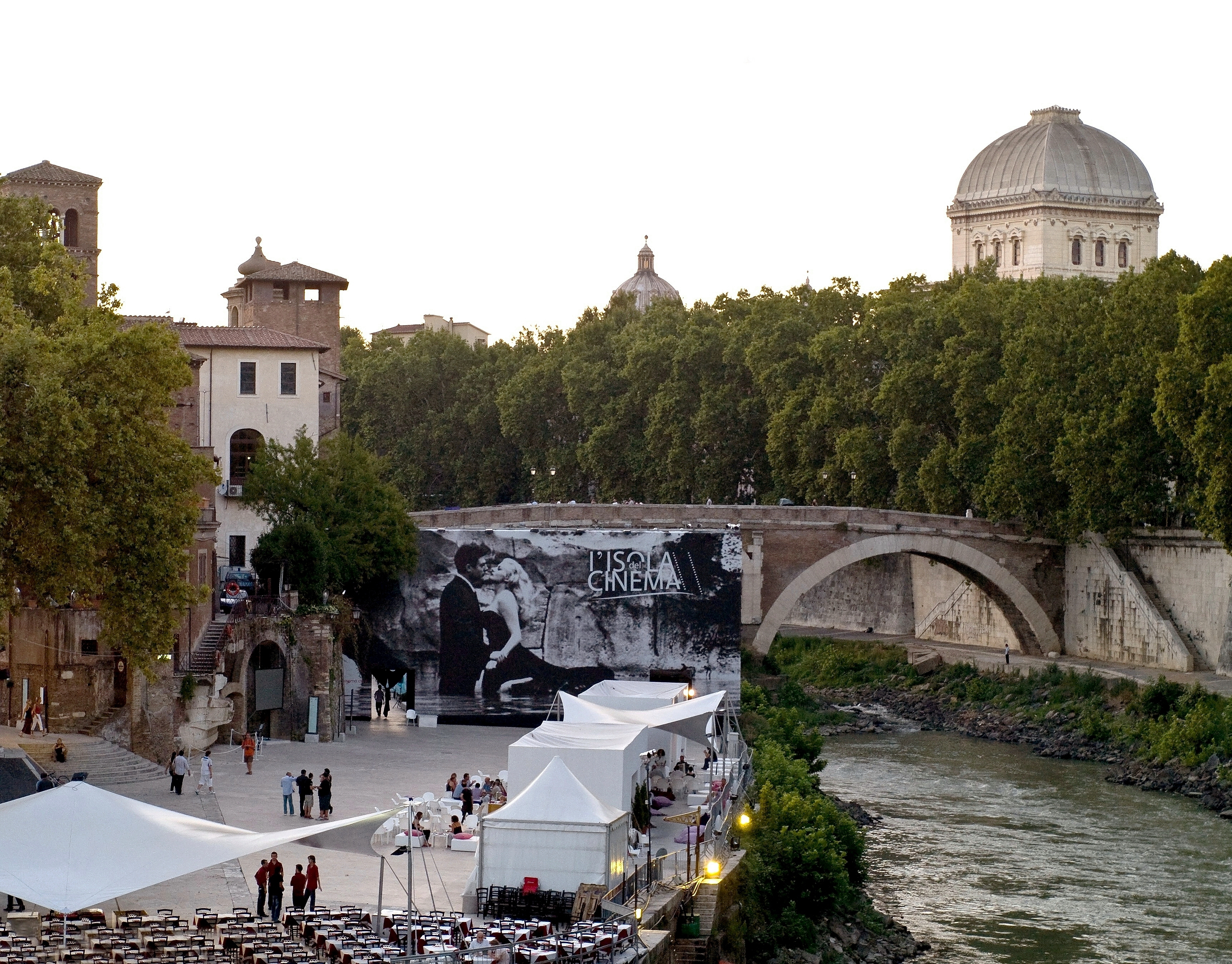
2009년 '리솔라 델 시네마' 영화제

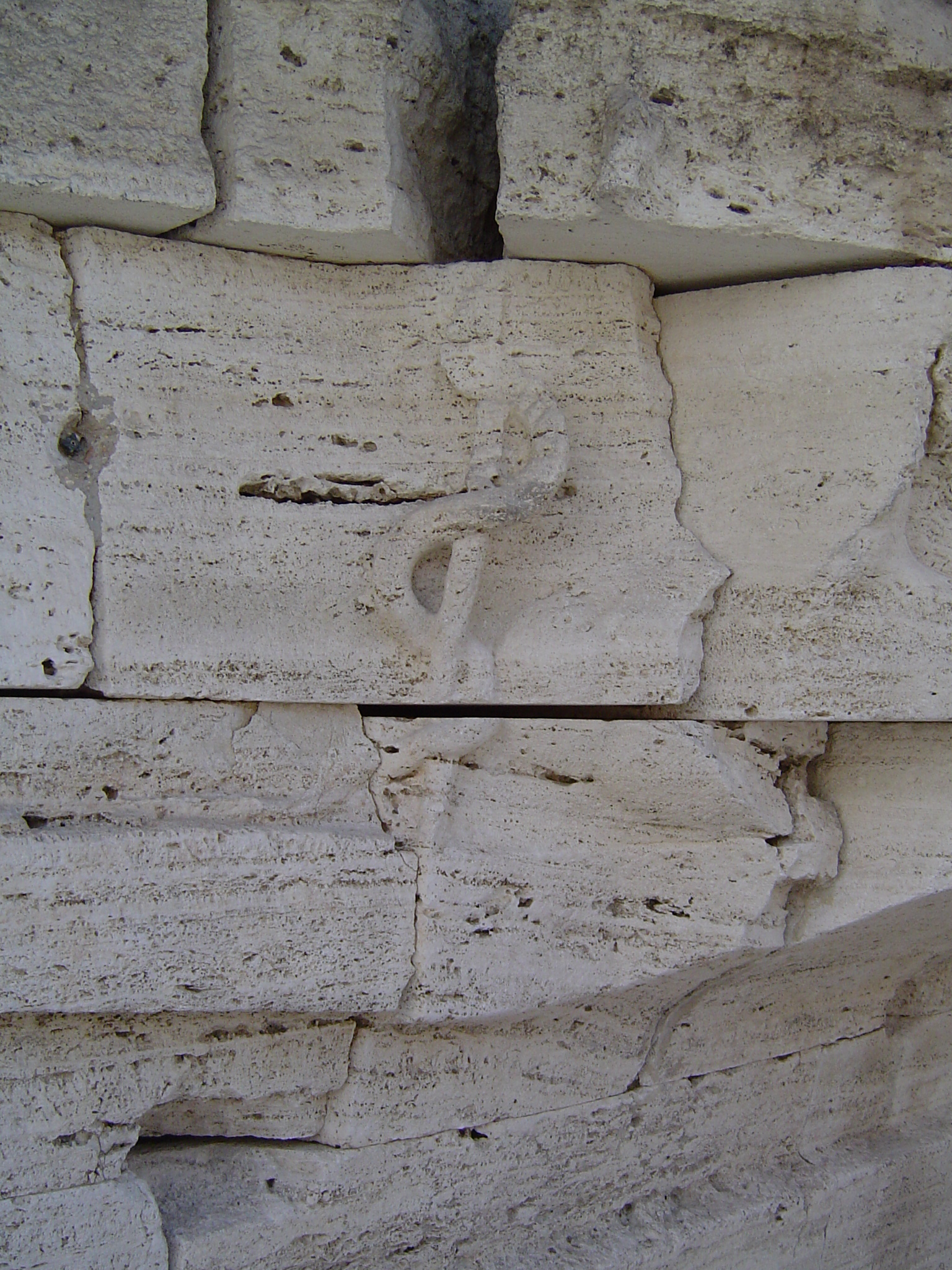
테베레섬의 선미에 새겨진 아스클레피오스의 지팡이

여름 기간, 테베레섬에는 '이솔라 델 시네마'라고 하는 영화제가 열린다.